# یانگا

یانگا شهری در شهرستان دولوگو در استان بازگا در بورکینافاسوی مرکزی است و جمعیت آن ۷۱۶ نفر است.